# Edgar Savisaar
Edgar Savisaar   (Harku Rural Municipality, 31 de maig de 1950 - Tallinn, 29 de desembre de 2022) va ser un polític estonià i president del Partit del Centre Estonià (Keskerakond), que forma part de l'oposició. En el primer govern d'Andrus Ansip, fou Ministre d'Afers Econòmics i Comunicacions (2005-2007). A més, Savisaar va ser primer ministre d'Estònia entre 1990 i 1992, i l'alcalde de Tallinn entre 2001 i el 14 d'octubre de 2004. El 5 d'abril de 2007 va tornar a ser-ne.

## Biografia
Savisaar va néixer a la presó de Harku l'any 1950. Els seus pares Elmar Savisaar (1911–1970) i Marie Savisaar de soltera Burešin (1912–1984) eren agricultors de Vastse-Kuuste, comtat de Tartu, que havien estat condemnats el 1949 per resistir la col·lectivització. Els esdeveniments, que havien culminat amb un conflicte físic, havien començat quan els activistes kolhoz van venir a nacionalitzar les dues vaques de la parella Savisaar (anomenades Marja i Oksa), un porc, un rasclet de fenc tirat per cavalls, una grada de dents de molla i altres equips de conreu. Elmar va ser condemnat a 15 anys i Marie a 5 anys de presó. A la tardor de 1950, Marie va ser alliberada de la presó amb amnistia i va tornar a Vastse-Kuuste amb el seu fill. El 1952, Elmar va ser absolt d'un dels delictes, i la condemna del segon episodi es va reduir a 2,5 anys, que es va considerar complert, i va ser alliberat de la presó.
Després de graduar-se a l'escola secundària, Savisaar va continuar els seus estudis a la Universitat de Tartu. L'any 1973 es va graduar a la universitat amb una llicenciatura en història. El 1980, va escriure la seva tesi candidata en filosofia sobre el tema "Fundaments filosòfics socials dels models globals del Club de Roma".
Va ser un dels polítics més controvertits d'Estònia. Encara que alguns, especialment la minoria russa, el van veure com un protector dels pobres, els seus oponents polítics el van acusar d'autoritarisme, nepotisme, corrupció, intrigues destructives i de tenir estrets vincles amb alguns polítics russos. Aquesta última acusació va ser alimentada per l'acord de col·laboració del Partit del Centre amb el partit Rússia Unida de Putin, sobretot perquè el contingut de l'acord no es va fer públic. Savisaar es va associar sovint amb l'ús de la política i els acords maquiavèlics per assolir els seus objectius, com ara gravar altres polítics, cosa que va provocar l'anomenat escàndol de cintes el 1995; i tot i ser l'alcalde de la capital d'Estònia Tallin, negocis immobiliaris que eren bons per als membres del Partit del Centre, però que eren dolents per a la ciutat.
El març de 2015, Savisaar va ser hospitalitzat a causa d'una infecció de bacteris estreptococs a la cama dreta que va haver de ser amputada per sobre del genoll. Va contreure la malaltia durant un viatge a Tailàndia.
La salut de Savisaar mai es va recuperar de l'esdeveniment. El 2018, Savisaar va ser alliberat del judici per corrupció política, ja que el tribunal va determinar que estava greument malalt i, per tant, no podia ser jutjat ni imposar un càstig si era condemnat.
Savisaar va morir el 29 de desembre de 2022, a l'edat de 72 anys.